# بني صامت
قرية بني صامت هي إحدى القرى التابعة لمركز بني مزار بمحافظة المنيا في جمهورية مصر العربية. حسب إحصاءات سنة 2006، بلغ إجمالي السكان في بني صامت 14047 نسمة، منهم 7304 رجال و6743 امرأة.